# 阿摩里卡

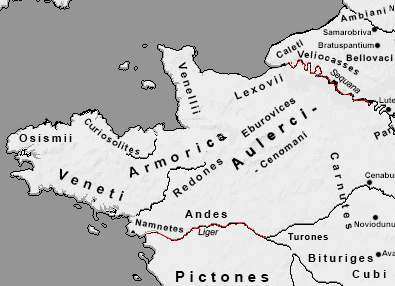
阿摩里卡。卢瓦尔河（南部）和塞纳河（北部）以红色标记。

阿摩里卡（布列塔尼語： arˈvoːrik；法語： [aʁmɔʁik]）是一个源自高盧語的专有名词，指的是从卢瓦尔河到塞纳河之间或从吉伦特河口到塞纳河之间的土地，部分人认为其范围甚至可从吉伦特河口至斯海尔德河口。该地区在英吉利海峡和比斯開灣之间形成了一个半岛，位于歐洲大陸西部。阿摩里卡常易与布列塔尼混淆，但后者只是阿摩里卡的一部分。
自新石器时代起，阿摩里卡就有前凯尔特人居住，而且这里可能是欧洲巨石艺术的摇篮之一。羅馬帝國征服此处后，在对高卢地区进行行省划分时，并未将其单独划出。但在公元4世纪，面对来自海上的威胁，一个军事部门被建立起来，即阿摩里卡和内尔维督军（Tractus Armoricanus et Nervicanus），其负责防卫从索姆河口到加龍河口的沿海领土。
古典时代晚期，凱爾特布立吞人大规模迁移至该地区西部的半岛上，该半岛也逐渐被称为“布列塔尼半岛”。在法国地理学界，用来指代从吉伦特河口到塞纳河之间的广大滨海地区的“阿摩里卡”一词，已经逐渐被“西部法国”（France de l’Ouest）一称取代。